# Seznam generalpodpolkovnikov Slovenske vojske
Seznam generalpodpolkovnikov Slovenske vojske.

## Seznam

### G
- Robert Glavaš -
- Albin Gutman - general Slovenske vojske

### P
- Iztok Podbregar -